# Équipe de Tunisie de volley-ball en 2001
L'équipe de Tunisie de volley-ball renoue après vingt ans d'absence avec le championnat du monde organisé en Argentine, là où elle a disputé son dernier mondial en 1982. Cette qualification est acquise après avoir battu l'Algérie sur un score sans appel à Alger. En septembre, l'équipe réalise sa meilleure performance aux Jeux méditerranéens de Tunis en atteignant la finale mais s'incline finalement face à l'Italie. Deux mois après et comme tous les pays nord-africains, la Tunisie ne prend pas part au championnat d'Afrique organisé au Nigeria. Ainsi, elle ne conserve pas son titre remporté à l'occasion des trois dernières éditions de la compétition. Il s'agit de la deuxième non-participation de la Tunisie au championnat d'Afrique après celle de 1989 à Abidjan.

## Matchs
| Date              | Lieu  | Adversaire          | Score                         | Durée | Compétition | Meilleur marqueur | Référence |
| 12 mars 2001      | Dubaï | Ukraine             |                               | -     | A (tr)      | -                 |           |
| 13 mars 2001      | Dubaï | Australie           | 3-0 (25-14 25-19 25-21)       | -     | A (tr)      | -                 |           |
| 15 mars 2001      | Dubaï | Gulf Team           |                               | -     | A (tr)      | -                 |           |
| 17 mars 2001      | Dubaï | Émirats arabes unis |                               | -     | A (tr)      | -                 |           |
| 18 mars 2001      | Dubaï | Inde                |                               | -     | A (tr)      | -                 |           |
| 10 août 2001      | Alger | Kenya               | 3-0 (25-14 25-15 28-26)       | -     | TQCM        | -                 | FIVB      |
| 11 août 2001      | Alger | Algérie             | 3-0 (25-13 26-24 25-15)       | -     | TQCM        | -                 | FIVB      |
| septembre 2001    | Tunis | Liban               | 3-?                           | -     | JM          | -                 |           |
| septembre 2001    | Tunis | Algérie             | 3-?                           | -     | JM          | -                 |           |
| 10 septembre 2009 | Tunis | Grèce               | 3-1 (23-25 25-19 25-13 25-13) | -     | JM          | -                 |           |
| 12 septembre 2009 | Tunis | France B            | 3-0 (25-19 25-19 25-18)       | -     | JM          | -                 |           |
| 13 septembre 2009 | Tunis | Italie              | 1-3 (25-21 20-25 15-25 24-26) | -     | JM          | -                 |           |

A : match amical ;
TQCM : match du tournoi de qualification pour le championnat du monde 2002 ;
JM : match des Jeux méditerranéens 2001.
(tr) : Tournoi international de Rashed